# Mike Stevens
Pour les articles homonymes, voir Michael Stevens.
Mike Stevens (né le 30 décembre 1965 à Kitchener, Ontario) est un joueur canadien de hockey sur glace.
Il est le frère de Scott Stevens.

## Carrière
L'attaquant commence sa carrière chez les Rangers de Kitchener en OHL junior. Il est repêché en LNH en 1984 au 58e rang par les Canucks de Vancouver.
Lors de cette première saison au haut niveau, il ne joue que six fois et ne s'impose pas. Jusqu'en 1990, il compte 23 matchs en Ligue nationale de hockey, est l'auteur d'un but et quatre assistances. Par la suite, il joue dans des clubs-écoles d'équipes de la LNH. Il est présent dans l'Express de Fredericton, les Indians de Springfield, les Saints de Newmarket, les Rangers de Binghamton en LAH ainsi que les Cyclones de Cincinnati et les Lumberjacks de Cleveland en LIH.
Le Canadien arrive dans le Championnat d'Allemagne lors de la saison 1997-1998 chez les SERC Wild Wings où il fait 50 matchs. La saison suivante, il signe pour les Adler Mannheim avec qui il devient champion ; il s'agit du troisième titre consécutif pour l'équipe. En quatre saisons, il redevient champion en 2001. Pour la saison 2002-2003, il s'engage avec les Hamburg Freezers où il ne reste que cette saison. Il termine sa carrière avec une dernière saison pour l'ERC Ingolstadt.

## Source, notes et références
1. ↑  (en) « Mike Stevens profile », sur Eurohockey.com.
2. ↑  (en) « Mike Stevens hockey statistics & profile », sur The Internet Hockey Database.

- (de) Cet article est partiellement ou en totalité issu de l’article de Wikipédia en allemand intitulé « Mike Stevens » (voir la liste des auteurs).